# Bertric-Burée
Bertric-Burée település Franciaországban, Dordogne megyében. Lakosainak száma 435 fő (2022. január 1.). Bertric-Burée Verteillac, Allemans, Celles, Coutures, Lusignac, Villetoureix és Saint-Martial-Viveyrol községekkel határos.

## Népesség
A település népességének változása:
| Lakosok száma | 330  | 314  | 340  | 405  | 455  | 461  | 440  | 432  | 430  | 435  |
|               | 1968 | 1982 | 1990 | 2006 | 2013 | 2015 | 2017 | 2019 | 2020 | 2022 |